# تفكير تاريخي
التفكير التاريخي هو مصطلح يتم تعريفه من قبل الكثير من المصادر التعليمية على أنه مجموعة من مهارات التفكير التي يتعين على طلاب التاريخ تعلمها كنتيجة لدراستهم علم التاريخ. غالبًا ما توصف مهارات التفكير التاريخي، والتي يطلق عليها أحيانًا مهارات الاستدلال التاريخي، في مقابل المحتوى التاريخي مثل الأسماء والتواريخ والأماكن. هذه الثنائية في العرض غالبًا ما يساء تفسيرها بوصفها ادعاء بأفضلية أحد أشكال المعرفة عن الآخر. في الواقع، عادةً ما يتم استخدام هذا التمييز للتأكيد على أهمية تنمية مهارات التفكير التي يمكن تطبيقها عندما يواجه الأفراد أي محتوى تاريخي. فغالبية القائمين على التربية والتعليم متفقون على أن المحتوى التاريخي - أو الحقائق بشأن الماضي - ومهارات التفكير التاريخي معًا يمكنون الطلاب من تفسير المعلومات بشأن الأحداث الماضية وتحليلها واستخدامها.

## المعايير الأمريكية للتفكير التاريخي في المدارس
في الولايات المتحدة الأمريكية قام المركز الوطني للتاريخ في المدارس الأمريكية في جامعة كاليفورنيا، بولاية لوس أنجلوس بوضع معايير خاصة بالتاريخ والتي تتضمن معايير لتقييم كل من المحتوى التاريخي في الولايات المتحدة وتاريخ العالم ومهارات التفكير التاريخي في مراحل التعليم من روضة الأطفال إلى الصف الرابع ومن الصف الخامس حتى الثاني عشر. ولقد قام المركز بتعريف التفكير التاريخي، في كلٍ من هاتين الفئتين العمريتين، في الأجزاء الخمسة التالية:
1. التفكير وفقًا للتسلسل الزمني
2. الفهم والاستيعاب التاريخي
3. التحليل والتفسير التاريخي
4. قدرات البحث التاريخي
5. تحليل القضايا التاريخية واتخاذ القرار

كجزء من الجهود التقييمة القومية التي تدعى «بطاقة تقييم الأمة» (The Nation’s Report Card) قامت وزارة التعليم في الولايات المتحدة بوضع معايير أيضًا لتحصيل الطلاب في تاريخ الولايات المتحدة. ففي مبدئهم يتم تقسيم دراسة التاريخ إلى ثلاثة أبعاد أساسية: الموضوعات التاريخية الرئيسية والفترات الزمنية وأساليب معرفة التاريخ والتفكير بشأنه. ويتم تقسيم البعد الثالث إلى قسمين آخرين، وهما: المنظور والمعرفة التاريخية، والتحليل والتفسير التاريخي.

## دور كتب التاريخ المدرسية في تعلم التفكير تاريخيًا
تجذب كتب التاريخ المدرسية قدرًا كبيرًا من الانتباه من معلمي التاريخ والباحثين التعليميين. يعد استخدام الكتب المدرسية أمرًا سائدًا في المقررات الدراسية في التاريخ وأنظمة الحكومة والدراسات الاجتماعية الأخرى في المستويات الأساسية والثانوية للتعليم في الولايات المتحدة، ومع ذلك يظل دور الكتب المدرسية محل جدل.
لقد تراوحت الحجج المضادة للاعتماد على الكتب المدرسية من تلك المعنية بالأيديولوجية إلى المعنية البراجماتية. فلقد قام العديد من المعلمين والمؤرخين المحرفين للتاريخ بتشويه وتسييس التركيز التاريخي في الكتب المدرسية لتضمين تأكيد مفرط على القضايا المتعلقة بسياسات الهوية على سبيل المثال تاريخ المرأة والأقليات، وقدموا التاريخ على أنه نضال تقدمي. وحدث ذلك على حساب منظور نزيه وتجريبي يهدف إلى التعرف على وتحليل ارتباطات واتصالات عرضية بين ظواهر تاريخية تبدو متباينة وتوضيح العوامل المؤثرة في التغيير التاريخي واستمراريته.
والبعض الآخر يعترض على الكتب المدرسية على أساس معرفي. فيشير هؤلاء النقاد إلى أن الكتب المدرسية المكتوبة بصيغة الغائب العالم بكل شيء والذي يدعي تقديم «حقائق موضوعية» هي كتب مضللة. حيث تشجع مثل هذه الكتب الطلاب على الاعتقاد بأن تفسيرًا واحدًا للأحداث هو تفسير وافٍ وصحيح. بالإضافة إلى ذلك، يؤكد الناقدون أن الطلاب ينظرون إلى الكتب المدرسية المكتوبة بهذا الأسلوب على أنها مملة ورتيبة وتثنيهم عن قراءة التاريخ، مما يخلق عوائق متعلقة بدوافع التعلم.
وبعض النقاد الآخرين يعتقدون أن استخدام كتب مدرسية يقوض عملية دراسة التاريخ حيث يضحي بمهارات التفكير في صالح المحتوى - تتيح الكتب المدرسية للمعلمين تغطية كميات كبيرة من الأسماء والتواريخ والأماكن مع تشجيع الطلاب على الحفظ فقط بدلاً من طرح التساؤلات والتحليل.
يعترف غالبية نقاد الكتب المدرسية بأنها أداة ضرورية في تعليم التاريخ. وتشير الحجج المساندة للمناهج الدراسية المعتمدة على الكتب المدرسية إلى أن معلمي التاريخ يحتاجون إلى مصادر لدعم النطاق الواسع من الموضوعات الذي يتم تغطيته في فصول التاريخ التقليدية. حيث يمكن للكتب الدراسية جيدة الكتابة والتصميم توفير أساس للمعلمين المقدامين يُمكنهم من إنشاء أنشطة أخرى مختلفة داخل الفصول.